# 더티 쉐임
《더티 쉐임》(영어: A Dirty Shame)은 미국에서 제작된 존 워터스 감독의 2004년 풍자 섹스 코미디 영화이다. 트레이시 얼먼 등이 출연하였고, 테드 호프 등이 제작에 참여하였다.

## 출연진
- 트레이시 얼먼
- 조니 녹스빌
- 셀마 블레어
- 크리스 아이작
- 수잰 셰퍼드
- 밍크 스톨
- 퍼트리샤 허스트
- 재키 호프먼
- 진 힐
- 제임스 랜슨
- 게일런 알렉산더 코널
- 리키 레이크
- 데이비드 해슬호프

## 기타 제작진
- 라인 제작: 앤 루아크
- 협력 제작: 팻 모랜
- 배역: 케리 바든, 팻 모랜
- 미술: 빈센트 퍼레이니오
- 의상: 밴 스미스